# Jimmy Casper
Jimmy Casper (Montdidier, 28 maggio 1978) è un dirigente sportivo ed ex ciclista su strada francese.
Professionista dal 1998 al 2012, era un velocista e conta una vittoria di tappa al Tour de France 2006. Dal 2015 è direttore sportivo dell'Armée de Terre, squadra Continental francese.

## Carriera

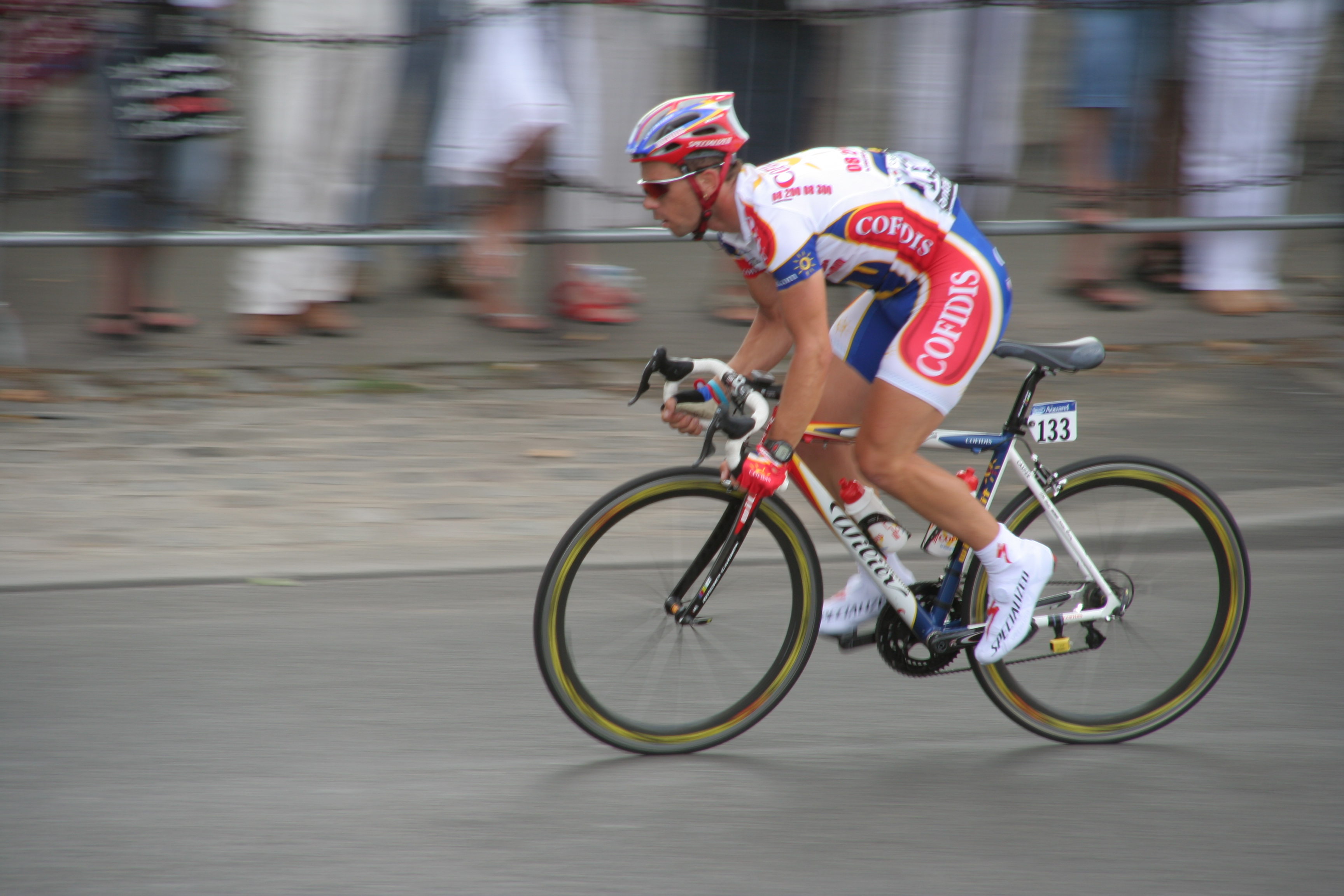
Tour de France 2006

Inizia la carriera professionistica nel 1998 con la Française des Jeux, che poi diventerà Fdjeux.com. Nei sei anni con la squadra francese vince diciannove corse tra Francia e Nord Europa; partecipa quattro volte al Tour de France concludendolo solo nel 2001, anno in cui gli viene assegnata la lanterna rossa dell'ultimo classificato.
Nel 2004 passa alla Cofidis, con cui militerà per tre anni. Nel primo anno si piazza nuovamente ultimo nella classifica generale del Tour de France mentre nel 2006 riesce a conquistare una tappa, battendo in volata Robbie McEwen ed Erik Zabel, e a indossare per un giorno la maglia verde di leader della classifica a punti. Nel 2007 corre per la Unibet.com ma dopo un buon inizio di stagione si infortuna seriamente nella discesa del Mont Kemmel alla Gand-Wevelgem; il resto dell'annata è caratterizzato anche dal boicottaggio subito dalla sua squadra, non invitata alla maggior parte delle corse del ProTour.
Nel 2008 si accasa con la squadra Professional Continental Agritubel. Il 9 agosto è trovato positivo ad un controllo antidoping al Tour de France: vengono ritrovate tracce di glucocorticoidi nelle sue urine e viene licenziato in tronco dalla sua squadra. Il ciclista francese ha imputato la colpa ad un errore di prescrizione dei medici al momento del rinnovo dell'autorizzazione per uso terapeutico di alcuni corticoidi per curare il suo asma e viene scagionato dalla giustizia sportiva.
Per il 2009 si accorda con la Besson Chaussures-Sojasun, centrando dieci successi stagionali tra cui la Parigi-Camembert; si piazza inoltre al terzo posto nella classifica dell'UCI Europe Tour e primo nella Coppa di Francia. Anche nel 2010 riesce a vincere diverse corse, soprattutto in territorio francese.
Dopo due anni alla Saur-Sojasun, nel 2012 firma un contratto annuale con la AG2R La Mondiale. Al termine della stagione mette fine alla carriera di ciclista, iniziando a praticare l'attività di direttore sportivo alla EC Raismes Petite-Forêt, squadra amatoriale francese. Nel 2015 passa nel direttivo dell'Armée de Terre, squadra Continental affiliata all'esercito francese.

## Palmarès
- 1999 (Francaise des Jeux, sei vittorie)

1ª tappa Tour de l'Ain
4ª tappa Quattro giorni di Dunkerque
1ª tappa Deutschland Tour
3ª tappa Deutschland Tour
4ª tappa Deutschland Tour
8ª tappa Deutschland Tour
- 2001 (Francaise des Jeux, cinque vittorie)

3ª tappa Circuit de Lorraine
3ª tappa Giro del Mediterraneo
3ª tappa Circuit des Mines
2ª tappa, 1ª semitappa Route du Sud
3ª tappa Tour du Poitou-Charentes
- 2002 (Francaise des Jeux, cinque vittorie)

2ª tappa Grand Prix Erik Breukink
Kampioenschap van Vlaanderen
7ª tappa Circuit de Lorraine
Cholet-Pays de Loire
9ª tappa Tour de l'Avenir
- 2003 (Fdjeux.com, tre vittorie)

3ª tappa Giro di Liguria
1ª tappa Tre Giorni delle Fiandre Occidentali
1ª tappa Grand Prix Erik Breukink
- 2004 (Cofidis, sei vittorie)

1ª tappa Quattro giorni di Dunkerque
4ª tappa Giro di Piccardia
6ª tappa Giro di Danimarca
Kampioenschap van Vlaanderen
2ª tappa Circuit Franco-Belge
Classifica generale Circuit Franco-Belge
- 2005 (Cofidis, tre vittorie)

5ª tappa Étoile de Bessèges (Gagnières > Bessèges)
Grand Prix de Denain
Châteauroux Classic de l'Indre
- 2006 (Cofidis, quattro vittorie)

Grand Prix de Denain
3ª tappa Giro di Piccardia
Classifica generale Giro di Piccardia
1ª tappa Tour de France
- 2007 (Unibet.com, tre vittorie)

Le Samyn
1ª tappa Tre Giorni delle Fiandre Occidentali (Courtrai > Bellegem)
Classifica generale Tre Giorni delle Fiandre Occidentali
- 2008 (Agritubel, tre vittorie)

2ª tappa Giro del Mediterraneo (La Londe-les-Maures > La Garde)
2ª tappa Circuit de Lorraine
2ª tappa Boucles de la Mayenne
- 2009 (Besson Chaussures, dieci vittorie)

1ª tappa Étoile de Bessèges (Bellegarde > Le Grau-du-Roi)
2ª tappa Étoile de Bessèges (Nîmes > Saint-Ambroix)
1ª tappa Critérium International (Monthois > Charleville-Mézières)
Parigi-Camembert
Grand Prix de Denain
2ª tappa Tour de Gironde
1ª tappa Ronde de l'Oise
1ª tappa Boucles de la Mayenne
1ª tappa Tour du Poitou-Charentes
Châteauroux Classic de l'Indre
- 2010 (Saur-Sojasun, sette vittorie)

1ª tappa Tour of Oman
4ª tappa Tour de Normandie (Grand-Couronne > Elbeuf)
3ª tappa Tour de Picardie (Crépy-en-Valois > Sissonne)
3ª tappa Giro del Belgio
3ª tappa Volta a Portugal (Santo Tirso > Viana do Castelo)
5ª tappa Tour du Poitou-Charentes (Niort > Poitiers)
Val d'Ille U Classic 35
- 2011 (Saur-Sojasun, sei vittorie)

Grand Prix de Denain
3ª tappa Tour de Picardie (Charly-sur-Marne > Péronne)
2ª tappa Boucles de la Mayenne (Saint-Denis-du-Maine > Évron)
3ª tappa Boucles de la Mayenne (Renazé > Laval)
Classifica generale Boucles de la Mayenne
1ª tappa Tour de l'Ain (Meximieux > Saint-Vulbas)

### Altri successi
- 1999 (Francaise des Jeux)

Criterium di Aimens
- 2004 (Cofidis)

1ª prova Tour du Val d'Orge (Ciclocross)
Montidier (Ciclocross)
- 2007 (Unibet.com)

Classifica a punti Tre Giorni delle Fiandre Occidentali
- 2009 (Besson Chaussures)

Classifica a punti Étoile de Bessèges
Classifica generale Coppa di Francia

## Piazzamenti

### Grandi Giri
- Giro d'Italia

2000: ritirato (8ª tappa)
2003: fuori tempo (19ª tappa)
- Tour de France

1999: ritirato (9ª tappa)
2001: 144º
2002: ritirato (16ª tappa)
2003: ritirato
2004: 147º
2006: 137º
2008: fuori tempo (17ª tappa)
- Vuelta a España

2004: 124º

### Classiche monumento
- Milano-Sanremo

2005: 125º
2006: 159º
2007: 139º
- Giro delle Fiandre

2004: ritirato
2005: 87º
2006: 71º
2007: ritirato
- Parigi-Roubaix

1999: ritirato
2000: ritirato
2002: ritirato
2003: squalificato
2005: 22º
2006: 25º
2008: 36º
2010: ritirato
2011: 69º
2012: 19º

### Competizioni mondiali
- Campionati del mondo su strada

Zolder 2002 - In linea Elite: 6º
Madrid 2005 - In linea Elite: 114º